# Zoppé di Cadore
Zoppé di Cadore (Zopé in ladino) è un comune italiano di  abitanti della provincia di Belluno in Veneto.
Il paese è situato ai piedi del Pelmo (Sas de Pelf), nella valle del torrente Rutorto (Ritòrt o anche Ru di Mulinàt), alla quale si accede unicamente da una strada che sale da Forno di Zoldo e termina al centro del paese. L'abitato è suddiviso nei tre piccoli borghi di Bortolot, Sagui e Villa.

## Geografia fisica
Zoppé è il comune meno esteso della provincia di Belluno, ma anche il meno popolato e il più elevato (il municipio si trova a 1.461 m). Il comune è proprietario inoltre di una malga con i pascoli annessi presso Pecol di Val di Zoldo, per un totale di 4,01 km². Questa località, detta la Grava, fu ceduta a Zoppé in seguito all'acquisto dai nobili trevigiani Bressa (1790) e nell'Ottocento durante una disputa con l'allora comune di San Tiziano di Goima (poi Zoldo Alto).

## Origini del nome
Il toponimo sembra derivare dal ladino cadorino zopa "zolla" con l'aggiunta del suffisso collettivo -ētum.

## Storia
Secondo mons. Giuseppe Ciani, nel V secolo gli abitanti della valle del Boite, terrorizzati dagli Unni, abbandonarono i loro villaggi e si rifugiarono sulle montagne circostanti. Presso il Colle di Fies, altura a 1.588 m., nei pressi di Zoppé, essi avrebbero edificato un "castello" per difendersi dai barbari. Una volta finita l'invasione, si sarebbero fermati in quel sito, ritenendolo più sicuro. Così il Ciani: "Non pochi gl'indizi ch'ancor ne rimangono: reliquie di fondamenta, un pozzo, forme e ciglioni di campi da seminato nelle circostanze, e sì le tracce d'una strada che dall'oppido di Fiès, correndo per Chiandolada in fianco a Valdecuzza, metteva a quel punto dell'Oltrechiusa, ove il castello di Hodo (Vodo di Cadore, n. d. r.): i paesani non con altro nome l'appellano, che 'Strada de'Pagani'". Un altro sito nelle vicinanze è denominato "Cimitero dei Pagani".
Sempre secondo il Ciani, nel 959 Giovanni, vescovo di Belluno, tentò di assoggettare alla sua giurisdizione alcune chiese del Cadore. Dopo lunghe e accanite questioni, si arrivò alla cessione al vescovo bellunese della cappella di Zoppé: da quel momento Zoppé appartenne civilmente al Cadore aquileiense, ecclesiasticamente tuttavia non più all'Arcidiaconato del Cadore, bensì a Belluno, venendo aggregato a Zoldo. Secondo don Pietro De Vido (Prè Pìero, parroco di Zoppé dal 1860 al 1889), nel 1198 un tale Piazza di Comelico vi realizzò una fucina, "stante la comodità del carbone". A tale scopo, "nel luogo detto Pian dal Forno (Piàn dal For) fabbricò delle officine, impiegò al lavoro più uomini, molti ne occupò a far il carbone e molti a condurre la materia minerale la quale veniva levata nelle vicinanze di Col di Santa Lucia sui monti Fruxile (Fursil, n.d.r.)". Per quanto Prè Pìero non citi alcuna fonte, i resti di un forno rinvenuti nel 1940 durante la realizzazione del nuovo cimitero nella località detta appunto Pian dal For, sembrano confermare questa testimonianza: qui aveva trovato una collocazione ottimale, vicino al torrente Rutorto e in un luogo ricco di legname. Inoltre, la località dove, secondo Prè Pìero, il Piazza si sarebbe costruito la casa conserva ancora oggi quel nome: le famiglie che vi abitano sono soprannominate "i Piaza".
Uno dei primi documenti in cui compare il nome di Zoppé è un atto di vendita del 1216: "1216, 18 dicembre, San Vito di Cadore. Vendita. I tre fratelli ... vendono ... un prato situato sul pascolo di Flago e Tamarile, confinante col pascolo di Zoppé (in monte Zopedi)" I primi riferimenti scritti sicuri su un toponimo si hanno però solo a partire dal 1357, quando il Patriarca di Aquileia Nicolò di Lussemburgo concede il possesso di un maso di Zoppé a "Johannes qui fuit de Moglena". Nel 1420 il Cadore passa alla Repubblica di Venezia. Durante il dominio veneziano (1420 - 1797) il Cadore era diviso in 10 "centenari" o "centene". Zoppé, con Vinigo, Peaio, Vodo di Cadore e Cancia, faceva capo alla centena di Venas.
La chiesa di Sant'Anna contiene una pala d'altare raffigurante Sant'Anna ai piedi della Madonna con Gesù bambino, e ai lati San Paolo e San Girolamo, attribuita a Tiziano Vecellio.
Il notaio di Pieve di Cadore Matteo Palatini, proprietario di un maso piuttosto esteso a Zoppé, amico della famiglia Vecellio, dispose nel suo testamento del 1528 che i suoi eredi facessero costruire una cappella a Zoppé, e che pagassero cinquanta ducati per far dipingere una piccola pala raffigurante Sant'Anna. Il quadro venne custodito gelosamente dagli zoppedini. Tuttavia, per preservarlo dal saccheggio da parte dei soldati di Napoleone (1797), lo avvolsero intorno a un tronco di abete e lo nascosero in una catasta di legna fuori dal paese, in località Socròda. Il tronco trasudò però della resina, che finì per rovinare in gran parte il dipinto. I successivi maldestri restauri finirono per rovinare la pala, tanto da far dubitare della paternità tizianesca dell'opera. I viaggiatori ottocenteschi che arrivarono fino a Zoppé videro il quadro in queste condizioni. Nel 2007 la pala fu restaurata con grande perizia, rivelando molti particolari nascosti e restituendole in gran parte l'antica bellezza.

Il nucleo originario della chiesa risale al 1530 circa. Il 9 luglio 1737 venne consacrata la nuova chiesa, ampliata in seguito alla istituzione (1726) della mansioneria (poi elevata a curazia nel 1774) e della conseguente presenza stabile di un sacerdote. Nel 1843 Zoppé divenne Parrocchia staccandosi dalla chiesa matrice di San Floriano della Pieve di Zoldo. La chiesa venne nuovamente ristrutturata nel 1896 dopo che il paese venne distrutto quasi totalmente da un incendio.
Nonostante Zoppé sia geograficamente parte della Val di Zoldo, è tradizionalmente e storicamente parte del Cadore. I traffici si rivolgevano un tempo soprattutto verso quest'ultimo e potevano usufruire, oltre che del passo Cibiana, anche della forcella Ciandolada che la collegava a Vodo di Cadore. Si dice addirittura che gli zoppedini preferissero battezzare i propri figli in Cadore piuttosto che nella vicina pieve di San Floriano in Zoldo. Assieme a Venas, con Cibiana, Vodo, Vinigo, Peaio e Cancia fece sempre parte della medesima centena, fino all'avvento di Napoleone.

## Monumenti e luoghi d'interesse
- Chiesa di Sant'Anna
- Museo etnografico

## Società

### Evoluzione demografica
Abitanti censiti

Il comune ha un consolidato trend demografo in decrescita, processo particolarmente accelerato negli ultimi vent'anni.

## Amministrazione
| Periodo           | Periodo           | Primo cittadino         | Partito                     | Carica                    | Note   |
| ----------------- | ----------------- | ----------------------- | --------------------------- | ------------------------- | ------ |
| 10 gennaio 1986   | 15 novembre 1990  | Leone Pampanin          | PSDI                        | Sindaco                   | [ 14 ] |
| 15 novembre 1990  | 18 gennaio 1991   | Mario Descloux          | -                           | Commissario straordinario |        |
| 18 gennaio 1991   | 11 settembre 1995 | Renzo Bortolot          | DC                          | Sindaco                   | [ 15 ] |
| 12 settembre 1995 | 20 novembre 1995  | Gabriella Gomma         | -                           | Commissario prefettizio   |        |
| 20 novembre 1995  | 6 febbraio 1996   | Renzo Bortolot          | lista civica                | Sindaco                   | [ 16 ] |
| 7 febbraio 1996   | 10 giugno 1996    | Gabriella Gomma         | -                           | Commissario prefettizio   |        |
| 10 giugno 1996    | 1º maggio 2000    | Renzo Bortolot          | lista civica                | Sindaco                   | [ 17 ] |
| 1º maggio 2000    | 5 aprile 2005     | Domenico Sagui Pascalin | lista civica I scarpet      | Sindaco                   | [ 18 ] |
| 5 aprile 2005     | 30 marzo 2010     | Renzo Bortolot          | lista civica I scarpet      | Sindaco                   | [ 19 ] |
| 30 marzo 2010     | 2015              | Renzo Bortolot          | lista civica I scarpet      | Sindaco                   | [ 20 ] |
| 2015              | 22 settembre 2020 | Renzo Bortolot          | lista civica Stella alpina  | Sindaco                   |        |
| 22 settembre 2020 | in carica         | Paolo Simonetti         | lista civica Bronze squerte | Sindaco                   |        |

### Altre informazioni amministrative
La denominazione del comune fino al 1955 era Zoppé.